# Decaimento de próton
Este artigo é sobre o decaimento de prótons dentro das partículas subatômicas. Para o tipo de decaimento radioativo em que um núcleo ejeta um próton, consulte Emissão protônica.
Em física de partículas, o decaimento de próton é uma forma hipotética de um decaimento radioativo em que o próton decai em partículas subatômicas mais leves, como um píon neutro e um pósitron. Atualmente, não há evidência experimental de que o decaimento de próton ocorre.

O padrão de isospins fracos, hypercharges fracos, e cargas de cor para as partículas no modelo de Georgi-Glashow. Aqui, um próton, composto por dois quarks up e um down, decai em um pion, que consiste em um up cima e anti-up, e um pósitron, através de um bóson X com carga eléctrica -4/3.

De acordo com o modelo padrão, prótons, um tipo de bárions, são estáveis porque o número bariônico é conservado (em circunstâncias normais). Portanto, os prótons não irão decair em outras partículas por conta própria, porque eles são os de menor massa e, portanto, os bárions menos energéticos .
Alguns além-do-Modelo Padrão Teoria da Grande Unificação (TGU) quebram explicitamente a simetria de número de bárions, permitindo que os prótons a decaiam através da partícula de Higgs, monopolos magnéticos ou os bósons X com uma meia-vida de 1031 a 1036 anos. O decaimento de próton é um dos poucos efeitos não observadas dos diferentes TGUs propostos. Até a data, todas as tentativas para observar esses eventos tenham falhado.

## Bariogênese
Um dos problemas pendentes em física moderna é a predominância da matéria sobre a antimatéria no Universo. O universo, como um todo, parece ter um valor diferente de zero para a densidade de número bariônico - isto é, a matéria existe. Uma vez que é assumido na cosmologia que as partículas que vemos foram criadas usando a mesma física que existe hoje, ele seria normalmente esperado que o número de bárions total deve ser zero, como matéria e antimatéria devem ter sido criadas em quantidades iguais. Isto levou a uma série de mecanismos propostos para a quebra de simetria que favorecem a criação de matéria normal (em oposição a antimatéria) sob determinadas condições. Este desequilíbrio teria sido excepcionalmente pequena, da ordem de 1 em cada 10.000 milhões (1010) partículas uma pequena fração de segundo após o Big Bang, mas depois a maior parte da matéria e antimatéria aniquilada, o que sobrava era toda a matéria bariônica no universo atual, juntamente com um número muito maior de bósons. Experiências relatadas em 2010 no Fermilab, no entanto, parecem mostrar que este desequilíbrio é muito maior do que o previsto anteriormente. Numa experiência envolvendo uma série de colisões de partículas, a quantidade de matéria gerada foi de aproximadamente 1% maior do que a quantidade de anti-matéria gerada. A razão para esta discrepância é ainda desconhecido.
A maioria das teorias da grande unificação quebram explicitamente a simetria número de bárions, que seriam responsáveis por esta discrepância, geralmente invocando reações mediadas por muitos bósons X massivos (X) ou bósons de Higgs massivos (H0). A taxa à qual estes eventos ocorrem é governada em grande medida pela massa do intermediário X ou H0 partículas, então, assumindo estas reações são responsáveis pela maioria do número bariônico visto hoje, uma massa máxima pode ser calculada a partir do qual a taxa seria demasiado lento para explicar a presença de matéria hoje. Estas estimativas preveem que um grande volume de material irá ocasionalmente exibem uma decomposição espontânea de prótons.

## Evidência experimental
O decaimento de próton é um dos poucos efeitos não observados de várias TGUs propostas na década de 1970, outro grande sendo um deles monopolos magnéticos. Ambos se tornaram o foco de grandes esforços físicos experimentais que começam no início de 1980. O decaimento de próton foi, durante algum tempo, uma área muito ativa de pesquisa em física experimental. Até a data, todas as tentativas para observar esses eventos tenham falhado. Os melhores resultados vêm do detector de radiação Cherenkov Super-Kamiokande no Japão. Em 2015, uma análise deu meia-vida superior a 1,67×1034 anos através do decaimento de pósitrons e a análise de 2012 deu 1,08 × 1034 anos através de decaimento do anti-múon, perto de uma supersimetria previsão de 1034-1036 ano. Uma versão atualizada, o Hyper-Kamiokande, provavelmente terá sensibilidade 5-10 vezes maior do que o Super-Kamiokande.

## Motivação teórica
Apesar da falta de evidência observacional para decaimento de próton, algumas teorias de grande unificação, tais como o modelo de Georgi-Glashow, exigem. De acordo com tais teorias, o próton tem uma meia-vida de cerca de 1031 a 1036 anos e decai para um pósitron e um píon neutro que se imediatamente decai em 2 fótons de raios gama:
p + → e+ + π0
π0 → 2 γ
Uma vez que um pósitron é um anti-lépton esta deterioração preserva o número B-G, que é conservada na maioria das TGUs.
Diferentes modos de decaimento adicionais são possíveis (por exemplo .:p+ → μ+ + π0) , tanto diretamente e quando catalisadamente através da interação com o predito-TGU monopolo magnético. Embora este processo não foi observado experimentalmente, está dentro do reino das possibilidades de teste experimental para o futuro planejado próprios detectores de grande escala na escala megaton. Tais detectores incluem o Hyper-Kamiokande.
As primeiras |teorias grande unificação, tais como o modelo de Georgi-Glashow, que foram as primeiros teorias consistentes que sugerem o decaimento de próton, postulado que a meia-vida de próton seria, pelo menos, 1031 anos. Como novos experimentos e cálculos foram realizados na década de 1990, tornou-se claro que a meia-vida de prótons não poderia estar abaixo de 1032 anos. Muitos livros desse período se referir a esta figura para o tempo de decaimento possível para matéria bariônica. descobertas mais recentes têm empurrado que a meia-vida mínima de próton seria de, pelo menos, 1034-1035 anos, descartando os TGUs mais simples e a maioria dos modelos de não-supersimetria. O limite superior máximo da vida de prótons (se instável), é calculado em 6 x 1039 anos, aplicável a ambos os modelos padrão e supersimetria.
Embora o fenômeno é referido como "decaimento de protons", o efeito também seria vista em neutrons ligados dentro núcleos atômicos. nêutrons esses livres não dentro de um núcleo atômico -são já conhecidos por decaírem em prótons (e um elétron e um antineutrino) em um processo chamado decaimento beta. Nêutrons livres têm uma meia-vida de cerca de 10 minutos (610,2 ± 0,8 s), devido à interação fraca. Os nêutrons ligados no interior de um núcleo tem uma meia-vida imensamente maior, aparentemente tão grande como a de próton.